# Франсішка Бразильська
Франсішка Бразильська (порт. Francisca do Brasil), також Франсішка Браганса (порт. Francisca de Bragança), повне ім'я Франсішка Кароліна Жоана Карлота Леопольдіна Романа Ксавьєр де Паула Мікаела Габріела Рафаела Ґонзаґа де Браганса і Австрійська (нім. Francisca Carolina Joana Leopoldina Romana Xavier de Paula Micaela Rafaela Gabriela Gonzaga de Bragança e Áustria), (нар. 2 серпня 1824 — пом. 27 березня 1898) — принцеса Бразилії з династії Браганса, донька імператора Бразилії Педро I та австрійської ерцгерцогині Марії Леопольдіни, дружина принца Орлеанського Франсуа Фердинанда, який носив титул принца де Жуанвіль.

## Біографія

### Ранні роки
Франсішка народилася у палаці Сан-Крістован у Ріо-де-Жанейро в Бразильській імперії. Вона стала шостою дитиною та четвертою донькою в родині імператора Бразилії Педро I та його першої дружини Марії Леопольдіни Австрійської. Основне ім'я новонароджена отримала на честь бразильської річки Сан-Франсиску. У Португалії, де правив її дід Жуан VI Клемент, про народження принцеси було повідомлено у Лісабонському бюлетені № 267 від 11 листопада 1824 року.
Дівчинка мала старших сестер Марію, Жануарію та Паулу. За півтора року у неї з'явився молодший брат Педру.

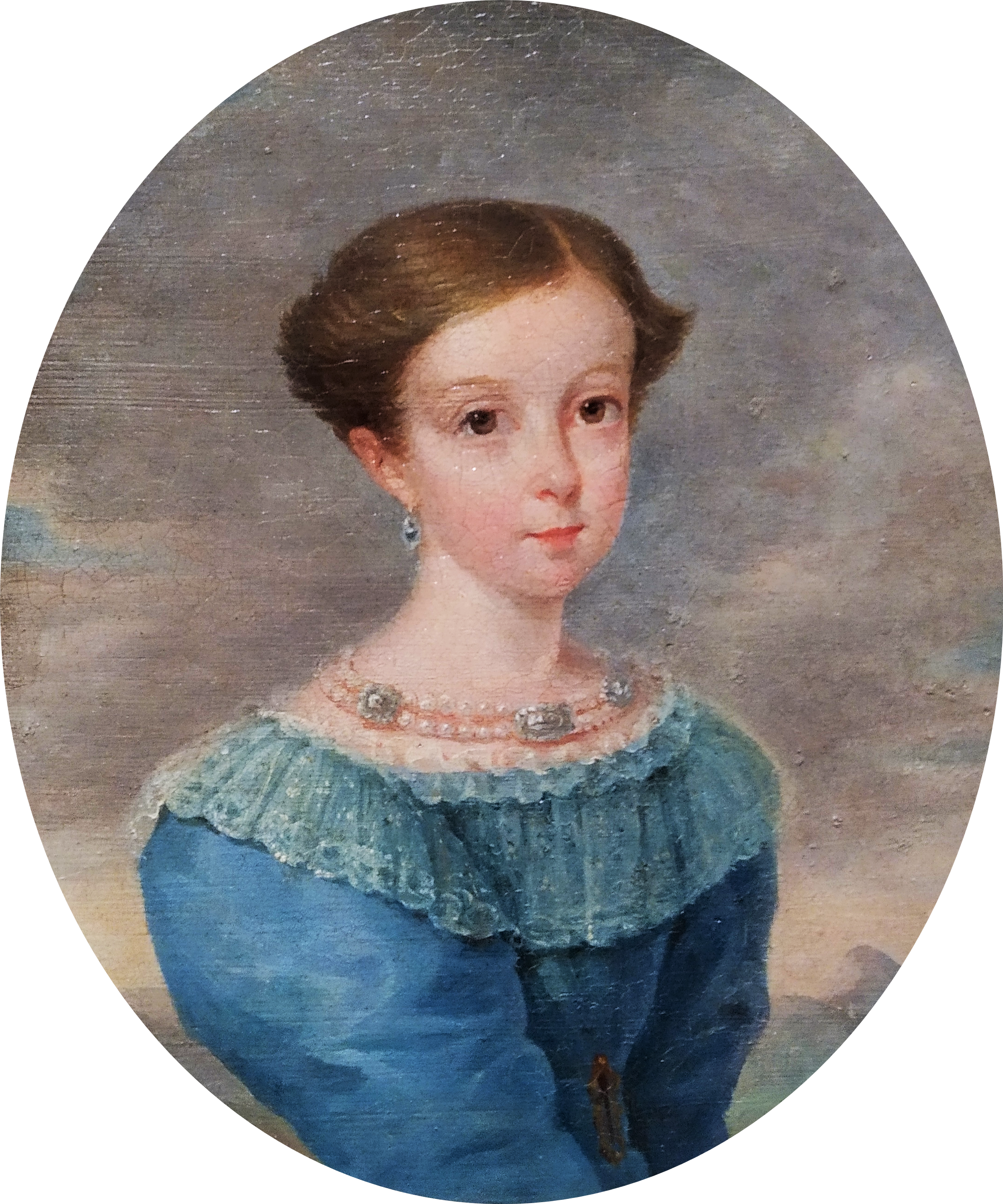
Портрет Франсішки в дитячому віці

За два роки до народження Франсішки було оголошено про незалежність Бразилії від Португалії, тому вона, згідно португальського законодавства, вважалася іноземкою та була виключена з лінії наслідування португальського трону. Втім, це не поширювалося на двох її старших сестер, народжених до осені 1822 року.
Матір, вагітна восьмою дитиною, померла від наслідків викидню, коли Франсішці було 2 роки. Батько, сумуючи за нею, одружився вдруге у 1829 році із принцесою Амелією Лейхтенберзькою. Всі доньки від першого шлюбу були присутніми на вінчанні. У 1831 році імператор через важку економічну ситуацію, політичну нестабільність та відсутність підтримки всередині країни і з-за кордону зрікся трону на користь малолітнього сина. Разом із новою дружиною, старшою донькою та сестрою він відплив до Європи. Молодші діти його більше не бачили. За три роки він помер у Сінтрі від туберкульозу. Інфанта Марія стала королевою Португалії.
Франсішка виховувалась у Ріо-де-Жанейро разом із Паулою, Жануарією та Педру, який став новим імператором. Опікуном дітей був дипломат Жозе Боніфасіу де Андрада та Сілва. Діти полюбляли проводити час разом, були слухняними, сестри всіляко допомагали братові. Вони регулярно відвідували церкву, вчилися, займалися грою на музичних інструментах разом із викладачами.
У віці 13 років Франсішка вперше побачила свого майбутнього чоловіка, французького принца де Жуанвіля, коли той у січні 1838 року прибув до Ріо-де-Жанейро. Тоді він провів у Бразилії місяць, відвідуючи провінції. Був прийнятий імператором та зустрівся з його сестрами. На вечірці, влаштованій на його честь в палаці Кінта-да-Боа-Виста, всі танці Жуанвіль танцював зі Франсішкою.

### Шлюбне життя

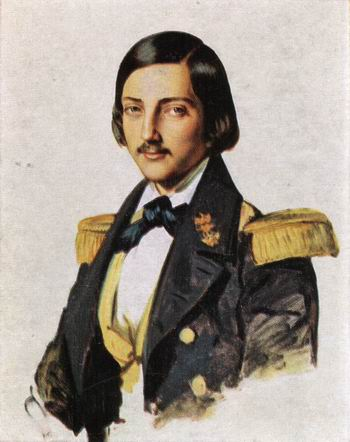
Портрет принца де Жуанвіль

У 1843 році Франсуа де Жуанвіль на «Belle Poule» втретє вирушив до Бразилії, на цей раз, аби одружитися з Франсішкою. Шлюб мав на меті зміцнити зв'язки між бразильською та французькими монархіями. З боку нареченої за весільні приготування відповідала її компаньонка, баронеса де Лангсдорф. Наречений писав в цей час королю, своєму батькові: «Принцеса Франсішка висока та дуже елегантна; вона добра, в ній є та прекрасна жвавість натури: світле волосся, дуже темні очі та приємний свіжий погляд. Лоб у неї дещо високий, але нижня частина обличчя має, що ні на є, спокусливий вигляд».
1 травня 1843 року у Ріо-де-Жанейро відбулося весілля 18-річної принцеси Франсішки та 24-річного Франсуа Орлеанського, 5-го в черзі на французький трон. Посаг нареченої становив один мільйон франків і тимчасовий дохід у розмірі 6 % національного бюджету Бразилії, а також 25 квадратних миль землі в штаті Санта-Катарина в Бразилії. Особисті статки дівчини, які не були включені до посагу, становили 25 000 франків, а також спадок у діамантах на загальну суму 200 000 франків.
Після одруження молодята відпливли до Франції, де царював батько Жуанвіля, король Луї-Філіпп I. Подорож була важкою і по прибуттю до Бреста принцеса попросила звичний для неї суп із папуги, чим шокувала придворних дам.
По прибуттю до Парижа, у 1844 році, принцеса позувала столичному художникові Арі Шефферу для свого портрета. В цей час вона вже була вагітною і у серпні народила первістка. Всього із народжених нею дітей вижили двоє.
Родина оселилася в Парижі. При французькому дворі освічена та вродлива донья Франсішка незабаром стала однією з найпопулярніших принцес, світське товариство захоплювалося її веселою безпосередністю. На всіх вона справляла гарне враження. В столиці вона отримала прізвисько «Прекрасна Франсішка» (фр. La Belle Françoise). Вночі, на відміну від інших членів королівської сім'ї, подружжя де Жуанвілей полюбляла відвідувати кафе, ресторани та театри, ближче до ранку вони здійснювали прогулянки верхи Булонським лісом. Принц Франсуа був добрим акварелістом, часто малював дружину на конях. Пара стала хрещеними батьками принцеси Леопольдіни Бразильської, молодшої дочки імператора Педру II. Франсішка також близько товаришувала із бразильянкою Луїзою де Баррос, дружиною графа Барраль, яка пізніше, за її рекомендаціями, зайняла посаду гувернантки дочок імператора Педру II.

### Вигнання та повернення до Франції

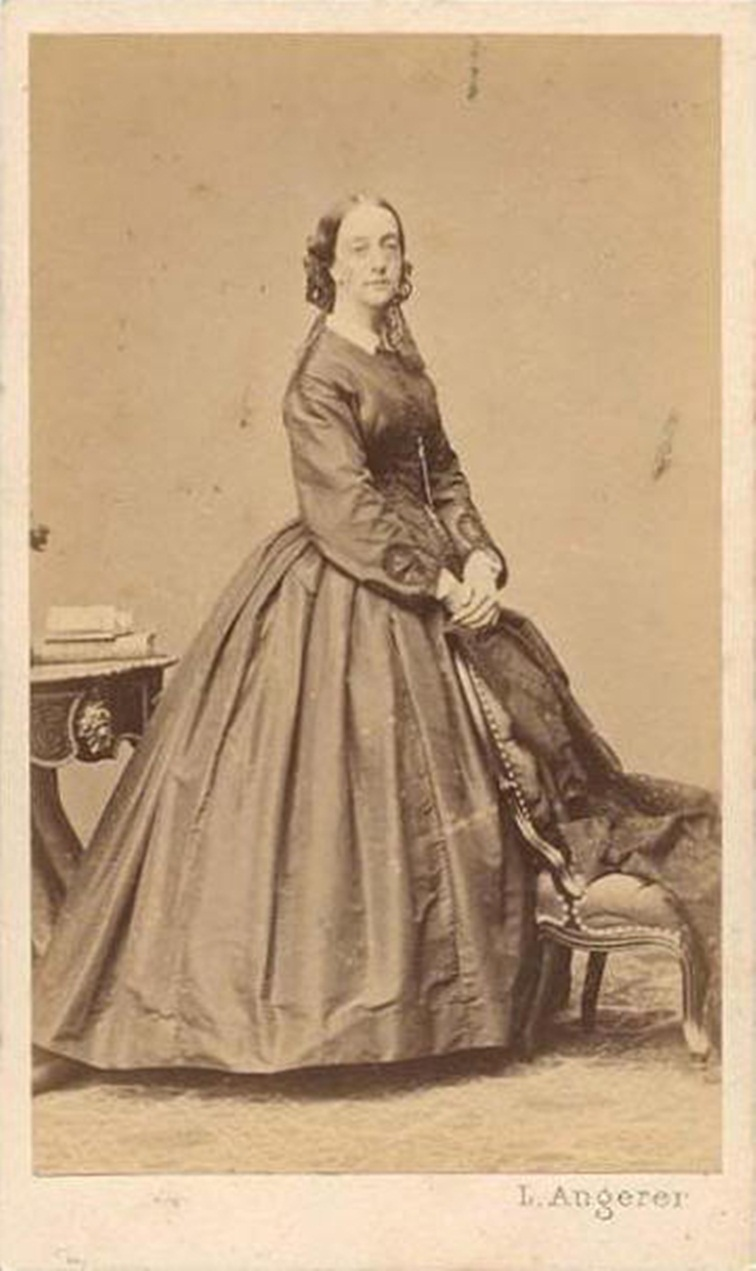
Світлина Франсішки роботи Людвіга Ангерера, до 1879 року

Із початком Революції 1848 року Франсішка з дітьми була змушена залишити Францію. Режим її свекра було повалено і він сам виїхав до Великої Британії. Франсуа де Жуанвіль, який був адміралом флоту, в той час знаходився в Алжирі, і родина поєдналася вже в Англії. Мешкали вони у маєтку Клермонт-хаус разом із Луї-Філіппом I та Марією-Амелією. Франсішка інтенсивно листувалася зі своїм братом імператором Педру II.
Франсуа надіслав президентові установчих зборів протест проти декрету про вигнання Орлеанів. Його популярністю намагалася скористатися орлеаністська партія, аби запропонувати Жуанвіля в президенти республіки. Однак, коли він у 1851 році оголосив про намір балотуватися в президенти Франції, переворот Наполеона III змінив державний устрій країни. 
Маючи фінансові труднощі, пара де Жуанвілей вступила в гамбурзьку Асоціацію колонізації з метою розвитку земель, які входили до посагу Франсішки. Бразилія в той час розглядалася як велика та багата територія, ідея полягала в тому, щоб зробити місце в Санта-Катаріні сільськогосподарської колонією для поставки продукції до Німеччини. Гамбурзькі купці вже зверталися до них у 1846 році, але тоді принц де Жуанвіль не мав наміру займатися великим бізнесом, і перемовини були призупинені. З новим їх початком були випущені акції для фінансування проекту. Гроші мали піти на створення місць, де поселенці могли б зводити будинки. Для цього необхідно було побудувати шлях через ліс, створити укриття та розбити перші плантації. Подружжя надало президенту асоціації Крістіану Матіасу Шредеру безкоштовно 8 квадратних ліг землі для створення колонії. У 1851 році, за сприяння асоціації, 191 емігрантом була заснована Колонія Доньї Франсішки. За чотири роки її населення зросло у дев'ять разів. У 1865 році подальший приріст населення призвів до розширення обжитої території, що супроводжувало відкриття дороги на північне плато до полів Сан-Мігеля та долини річки Сан-Бенто. Втім, колонія швидко відійшла від сільськогосподарського профілю і у 1877 році отримала статус міста.
З осені 1861 чоловік Франсішки, разом із небожами, брав участь у Громадянській війні в США на боці Півночі. До червня 1862 року вони служили під командуванням Джорджа Макклеллана, після чого повернулися до Англії через ускладнення відносин Франції та США.
У 1864 році принцеса організувала заручини Гастона Орлеанського та Людвіга Августа Саксен-Кобург-Готского зі своїми племінницями Леопольдіною та Ізабель. Кілька разів відвідувала Португалію, в тому числі, з приводу весіль племінників.
У 1870 році в Бразилії поблизу Колонії Доньї Франсішки був завершений Дім Жуанвілей, який мав слугувати резиденцією пари, якщо ті завітають до своїх земель. Втім, цього не відбулося. Наразі в цій будівлі розміщено Національний музей імміграції та колонізації.
Після падіння Другої імперії пара змогла повернутися до Франції, де провела решту життя. Франсішка підтримувала зв'язки зі своїми бразильськими родичами, яких закликала боротися проти республіканців, аж до своєї смерті 27 березня 1898. Чоловік пережив її на два роки. Обидва поховані в королівській усипальні в Дре.

## Родина
Чоловік — Франсуа Фердинанд Орлеанський
Діти:
- Франсуаза (1844—1925) — дружина принца Орлеанського Роберта, який носив титул герцога Шартрського, мала п'ятеро дітей;
- Пьєр (1845—1919) — герцог де Пентьєвр, вояка французької армії у 1871—1886 роках, одруженим не був, мав двох позашлюбних дітей від Анжеліки Лебес.

## Нагороди
- Великий хрест ордену Південного Хреста (Бразильська імперія);
- Великий хрест ордену Троянди (Бразильська імперія);
- Орден Святої Ізабелли (Португальське королівство);
- Орден Зіркового хреста (Австрійська імперія);[22]
- Орден Королеви Марії Луїзи (Іспанія).

## Вшанування пам'яті
- 23 травня 1826 року на площі Лауро Мюллера міста Жуанвіль в Бразилії було відкрито пам'ятник доньї Франсішці роботи Фріца Альта. Він став першим публічним пам'ятником міста.[23] З відкриттям муніципальної публічної бібліотеки Рольфа Коліна у 1955 році бюст був перенесений в інтер'єр будівлі, де залишався до 1973 року, коли був встановлений на центральній вулиці міста Аламейда Брюстлейн. У 2001 році, під час святкування 150-річчя міста, бюст зазнав невиправданого втручання з видаленням оригінальної патини та нанесенням товстого шару лаку. У 2012 році монумент Франсішки було відновлено технічними спеціалістами Центру збереження культурних цінностей Фонду культури Жуанвіля.[24]